# Frederick Lonsdale
Frederick Lonsdale, pseudonimo di Lionel Frederick Leonard (Saint Helier, 5 febbraio 1881 – Londra, 4 aprile 1954), è stato un drammaturgo, sceneggiatore e librettista inglese.

## Biografia

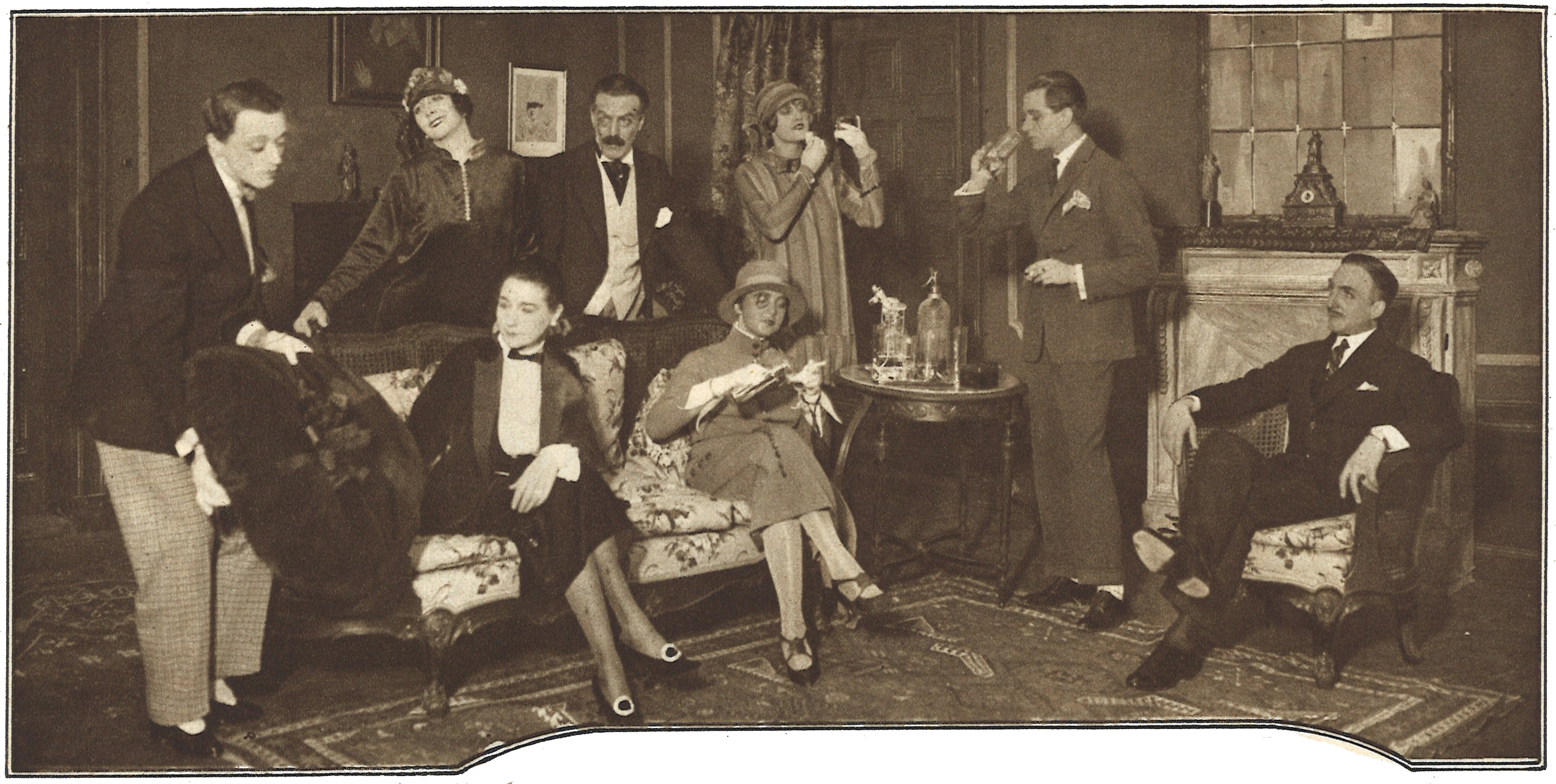
Scena tratta da Spring Cleaning, rappresentata al Royal Dramatic Theatre a Stoccolma nel 1925

Frederick Leonard Lonsdale nacque a Saint Helier, la più grande città di Jersey, la più grande delle Isole del Canale nella Manica.
Terzo figlio di John Henry Frederick, un tabaccaio locale e di sua moglie Susan Belford, Lonsdale era un bambino indisciplinato che rinunciò di frequentare la scuola e scappò in Canada ai primi anni della gioventù per seguire l'amore romantico.
Al suo ritorno in patria, lavorò per qualche tempo nel porto di Southampton, scrivendo contemporaneamente libretti per opere teatrali musicali nel suo tempo libero.
Quando tornò a Jersey nel 1903, il suo primo spettacolo era già stato rappresentato in un teatro periferico di Londra e ricevette recensioni favorevoli dalla critica teatrale.
Dopo alcuni libretti per commedie musicali, tra le quali segnaliamo primeggiano The King of Cadonia (Il re di Cadonia, 1908), The Balkan Princess (La principessa dei Balcani, 1910) e The Maid of the Mountains (La fanciulla delle montagne, 1916), si dedicò alla prosa, esordendo nel 1923 con Aren’t We All (Non siamo già tutti?), primo di una lunga serie di successi ottenuti grazie ad un dialogo vivace e brillante, ispirato da Oscar Wilde e da William Somerset Maugham e ad una vena di satira sociale, arguta, caustica, mordace, profonda e bonaria.
Tra le sue opere più fortunate si possono menzionare Spring cleaning (Pulizie di primavera, 1923), The Last of Mrs. Cheyney (L'onestà della signora Cheyney, 1925), On Approval (Con approvazione, 1927), Canaries Sometimes Sing (I canarini talvolta cantano, 1929), Once Is Enough (Una volta è sufficiente, 1938) e How are things (Come vanno le cose, 1954).
Sua figlia fu la biografa Frances Donaldson, mentre tra i suoi nipoti si possono menzionare gli attori Edward Fox e James Fox.

## Filmografia (parziale)

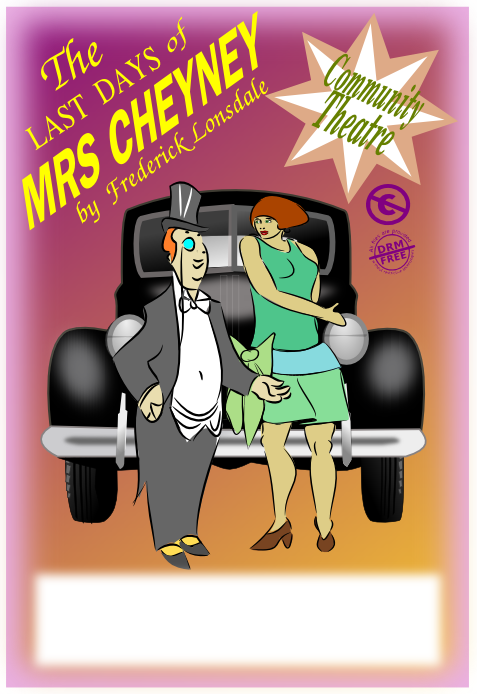
Poster per il revival di The last of Mrs. Cheyney

### Soggettista
- The Fast Set, regia di William C. deMille (1924)
- A Kiss in the Dark, diretto da Frank Tuttle (1925, basato sulla commedia Are not We All?);
- The Fake, diretto da Georg Jacoby (Regno Unito, 1927, basato sull'opera The Fake);
- The Last of Mrs. Cheyney, diretto da Sidney Franklin (1929, basato sull'opera The Last of Mrs. Cheyney);
- The Lady of Scandal, diretto da Sidney Franklin (1930, basato sulla commedia The High Road);
- On Approval, diretto da Tom Walls (Regno Unito, 1930, basato sulla commedia On Approval);
- Canaries Sometimes Sing, diretto da Tom Walls (Regno Unito, 1931, basato sulla commedia Canaries Sometimes Sing);
- Women Who Play, diretto da Arthur Rosson (Regno Unito, 1932, basato sulla commedia Spring Cleaning);
- Are not We All ?, diretto da Harry Lachman (Regno Unito, 1932, basato sulla commedia Are not We All?);
- The Maid of the Mountains, diretto da Lupino Lane (Regno Unito, 1933, basato sul musical The Maid of the Mountains);
- Leave It to Smith, diretto da Tom Walls (Regno Unito, 1933, basato sulla commedia Never Come Back);
- The Last of Mrs. Cheyney, diretto da Richard Boleslawski (1937, basato sull'opera The Last of Mrs. Cheyney);
- On Approval, diretto da Clive Brook (Regno Unito, 1944, basato sulla commedia On Approval);
- The Law and the Lady, diretto da Edwin H. Knopf (1951, basato sull'opera The Last of Mrs. Cheyney);
- The Last of Mrs. Cheyney, diretto da Franz Josef Wild (Germania Ovest, 1961, basato sull'opera The Last of Mrs. Cheyney).

### Sceneggiatore
- The Devil to Pay!, regia di George Fitzmaurice (1930)
- Lovers Courageous, regia di Robert Z. Leonard (1932)
- Bad Subject, regia di Carlo Ludovico Bragaglia (1933)
- The Private Life of Don Juan, regia di Alexander Korda (1934)